# Tiago Cravero
Tiago Cravero (Ciudad de Córdoba, Provincia de Córdoba, Argentina, 3 de octubre de 2002) es un futbolista argentino. Juega como mediocampista en Club Atlético Belgrano de la Primera División de Argentina.

## Clubes
| Club         | País      | Periodo   | PJ | Goles |
| ------------ | --------- | --------- | -- | ----- |
| Belgrano     | Argentina | 2021-2024 | 0  | 0     |
| → San Miguel | Argentina | 2024      | 36 | 0     |
| Belgrano     | Argentina | 2025      | 4  | 0     |